# Nedra Holmtjärnen (Ore socken, Dalarna, 680037-147348)
Nedra Holmtjärnen är en sjö i Rättviks kommun i Dalarna och ingår i Dalälvens huvudavrinningsområde. Sjön har en area på 0,204 kvadratkilometer och ligger 292,1 meter över havet. Sjön avvattnas av vattendraget Lillälven (Tängerströmmen).

## Delavrinningsområde
Nedra Holmtjärnen ingår i det delavrinningsområde (679983-147398) som SMHI kallar för Inloppet i Storgåsen. Medelhöjden är 330 meter över havet och ytan är 9,48 kvadratkilometer. Räknas de 3 avrinningsområdena uppströms in blir den ackumulerade arean 44,66 kvadratkilometer. Lillälven (Tängerströmmen) som avvattnar avrinningsområdet har biflödesordning 2, vilket innebär att vattnet flödar genom totalt 2 vattendrag innan det når havet efter 325 kilometer. Avrinningsområdet består mestadels av skog (90 procent). Avrinningsområdet har 0,21 kvadratkilometer vattenytor vilket ger det en sjöprocent på 2,2 procent.